# العلاقات الأسترالية الأفغانية
العلاقات الأسترالية الأفغانية هي العلاقات الثنائية التي تجمع بين أستراليا وأفغانستان.

## مقارنة بين البلدين
هذه مقارنة عامة ومرجعية للدولتين:
| وجه المقارنة                                              | أستراليا                                   | أفغانستان                    |
| --------------------------------------------------------- | ------------------------------------------ | ---------------------------- |
| المساحة (كم2)                                             | 7.69 مليون                                 | 652.23 ألف                   |
| عدد السكان (نسمة)                                         | 24.51 مليون                                | 34.94 مليون                  |
| الكثافة السكانية (ن./كم²)                                 | 3.19                                       | 53.57                        |
| العاصمة                                                   | كانبرا، ملبورن                             | كابل                         |
| اللغة الرسمية                                             | لغة إنجليزية                               | اللغة البشتوية، اللغة الدرية |
| العملة                                                    | دولار أسترالي، جنيه إسترليني، جنيه أسترالي | أفغاني                       |
| الناتج المحلي الإجمالي (بليون دولار)                      | 1.32 تريليون                               | 20.82 مليار                  |
| الناتج المحلي الإجمالي (تعادل القوة الشرائية) بليون دولار | 1.10 تريليون                               | 62.62 مليار                  |
| الناتج المحلي الإجمالي الاسمي للفرد دولار أمريكي          | 56.31 ألف                                  | 594                          |
| الناتج المحلي الإجمالي للفرد دولار أمريكي                 | 45.92 ألف                                  | 1.93 ألف                     |
| مؤشر التنمية البشرية                                      | 0.939                                      | 0.479                        |
| رمز المكالمات الدولي                                      | +61                                        | +93                          |
| رمز الإنترنت                                              | .au                                        | .af                          |
| المنطقة الزمنية                                           |                                            | ت ع م+04:30                  |

## منظمات دولية مشتركة
يشترك البلدان في عضوية مجموعة من المنظمات الدولية، منها:
| علم المنظمة | اسم المنظمة                               | تاريخ انضمام أستراليا | تاريخ انضمام أفغانستان |
| ----------- | ----------------------------------------- | --------------------- | ---------------------- |
|             | يونسكو                                    | 4 نوفمبر 1946         | 4 مايو 1948            |
|             | مؤسسة التمويل الدولية                     | 20 يوليو 1956         | 23 سبتمبر 1957         |
|             | بنك التنمية الآسيوي                       | 1966                  | 1966                   |
|             | المركز الدولي لتسوية المنازعات الاستشارية | 1 يونيو 1991          | 25 يوليو 1968          |
|             | منظمة حظر الأسلحة الكيميائية              | ?                     | ?                      |
|             | مؤسسة التنمية الدولية                     | 24 سبتمبر 1960        | 2 فبراير 1961          |
|             | وكالة ضمان الاستثمار متعدد الأطراف        | 10 فبراير 1999        | 16 يونيو 2003          |
|             | الاتحاد البريدي العالمي                   | ?                     | ?                      |
|             | منظمة الشرطة الجنائية الدولية             | ?                     | ?                      |
|             | الأمم المتحدة                             | 1 نوفمبر 1945         | 19 نوفمبر 1946         |
|             | الاتحاد الدولي للاتصالات                  | 27 مايو 1878          | 12 أبريل 1928          |
|             | البنك الدولي للإنشاء والتعمير             | 5 أغسطس 1947          | 14 يوليو 1995          |

## أعلام
هذه قائمة لبعض الشخصيات التي تربطها علاقات بالبلدين:
- سعد محسني (رجل أعمال أفغاني، 23 أبريل 1966 – )
- مصطفى أميني (لاعب كرة قدم أسترالي، 20 أبريل 1993[26] – )

## وصلات خارجية
- موقع وزارة الخارجية الأسترالية
- موقع وزارة الخارجية الأفغانية